# Moriceova linija
Moriceova linija (fra. ligne Morice) je bila obrambena crta koju je Francuska postavila na granici prema Tunisu i Maroku za vrijeme alžirskog rata za neovisnost. Ime je dobila prema ondašnjem francuskom ministru obrane Andréu Moriceu. Sagrađena je od 1957. godine. Protezala se u duljini od 460 km na tuniškoj granici i 700 km na maročkoj granici.
Krajem te 1957. godine francusko je zapovjedništvo primijenilo novu strategiju borbe protiv ustanika. Alžir je podijeljen na više područja pod vojnim zapovjedništvom tzv. quadrillage, te je stavljen naglasak na sprječavanje infiltracija militanata iz Tunisa i Maroka. Sljedeće je godine francuska vojska umjesto isključivo statične obrane pribjegla mobilnim operacijama protiv gerilskih uporišta. Nova je metoda polučila odlične rezultate te je velik dio ustaničkih uporišta uništen.
Godine 1959. udvostručena je obrambenom crtom zvanom Challeova linija.
Minska polja iz tog razdoblja su ostala do dan-danas nerazminirana.